# Rebecca Luker

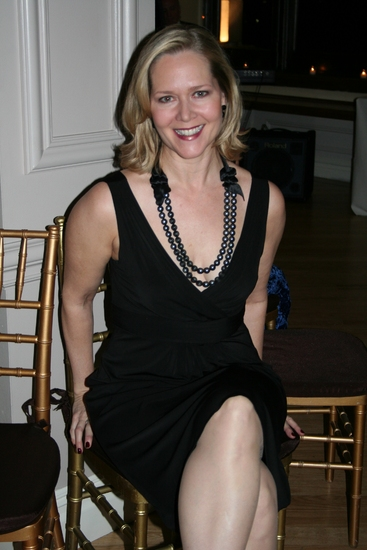
Rebecca Luker (2008)

Rebecca Luker (* 17. April 1961 in Birmingham, Alabama; † 23. Dezember 2020 in Manhattan, New York City, New York) war eine US-amerikanische Sängerin, Musicaldarstellerin und Schauspielerin.

## Leben und Karriere
Sie war die Tochter des Bauarbeiters Norse Doak Luker Jr. und seiner Ehefrau Martha, geborene Baggett, die als Schatzmeisterin an der örtlichen High School tätig war. Rebecca Luker wuchs mit vier Geschwistern in Helena im US-Bundesstaat Alabama auf. Nach ihrem Schulabschluss studierte sie Musik an der University of Montevallo, wo sie 1984 ihr Diplom erhielt.
Im Jahr 1989 gab sie ihr Broadway-Debüt in der Rolle der Christine in dem Musical Das Phantom der Oper, die sie bis 1991 spielte. Für ihre Darbietungen in Remakes der Musicals Show Boat (1994) und The Music Man (2000) sowie für die Rolle der Winifred Banks in dem Musical Mary Poppins (2006) wurde sie jeweils für einen Tony Award nominiert.
Luker war an amyotropher Lateralsklerose (ALS) erkrankt. Sie starb am 23. Dezember 2020 in einem Krankenhaus in Manhattan.

## Filmografie
- 1997: Die Schöne und das Biest – Weihnachtszauber (Beauty and the Beast: The Enchanted Christmas, Chorstimme)
- 2000: Mut zur Liebe (Cupid & Cate)
- 2004–2015: Law & Order: New York (Law & Order: Special Victims Unit, Fernsehserie, 3 Episoden)
- 2006: Spectropia
- 2010: Good Wife (The Good Wife, Fernsehserie, Folge 2x01, Taking Control)
- 2011: Submissions Only (Fernsehserie, Folge 1x05, Mean Like Me)
- 2012: Not Fade Away
- 2012: Boardwalk Empire (Fernsehserie, 4 Episoden)
- 2014: Wie schreibt man Liebe? (The Rewrite)
- 2017: Elementary (Fernsehserie, Folge 5x19, High Heat)
- 2018–2019: Navy CIS: New Orleans (NCIS: New Orleans, Fernsehserie, 3 Episoden)
- 2020: Bull (Fernsehserie, Folge 4x13, Child of Mine)